# Astakos (Gemeindebezirk)
Astakos (griechisch Αστακός (m. sg.)) ist seit der Verwaltungsreform von 2011 ein Gemeindebezirk der westgriechischen Gemeinde Xiromero. Hauptort des Gemeindebezirks und der Gemeinde ist die gleichnamige Kleinstadt Astakos.

## Lage
Astakos liegt an einer Bucht an der Ostküste des Ionischen Meeres, nahe dem südlichen Ende des Akarnanischen Gebirges. Auf einem Hügel nördlich der heutigen Stadt befinden sich die Überreste der antiken akarnanischen Stadt Astakos (altgriechisch Ἀστακός) und der mittelalterlichen Befestigung Dragamesto.
Es liegt 16 km südöstlich von Kalamos, 30 km südwestlich von Agrinio, 35 km nordwestlich von Mesolongi und 55 km südöstlich von Preveza.
Astakos hat einen Hafen für Containerschiffe.

## Verwaltungsgliederung
Im Zuge der Gemeindereform 1997 wurde aus dem Zusammenschluss der Kleinstadt Astakos mit 11 Landgemeinden die Gemeinde Astakos gebildet, die von der Gebietsabgrenzung dem heutigen Gemeindebezirk entspricht. Mit der Umsetzung der Verwaltungsreform 2010 wurde diese mit Fities und Alyzia als Gemeindebezirke zur neuen Gemeinde Xiromero fusioniert mit der Kleinstadt Astakos als deren Verwaltungssitz.
| Dimotiki Kinotita | griechischer Name                   | Code     | Fläche (km²) | Einwohner 2001 | Einwohner 2011 | Einwohner 2021 | Dörfer und Siedlungen            |
| ----------------- | ----------------------------------- | -------- | ------------ | -------------- | -------------- | -------------- | -------------------------------- |
| Astakos           | Δημοτική Κοινότητα Αστακού          | 38070101 | 71,930       | 2563           | 2732           | 2617           | Astakos, Valti                   |
| Agrabela          | Δημοτική Κοινότητα Αγραμπέλων       | 38070102 | 08,600       | 0087           | 0087           | 0058           | Agrabela                         |
| Vasilopoulo       | Δημοτική Κοινότητα Βασιλοπούλου     | 38070103 | 48,008       | 0573           | 0465           | 0416           | Vasilopoulo                      |
| Vliziana          | Δημοτική Κοινότητα Βλιζιανών        | 38070104 | 30,543       | 0325           | 0127           | 0101           | Vliziana                         |
| Karaiskakis       | Δημοτική Κοινότητα Καραϊσκάκη       | 38070105 | 44,572       | 0630           | 0518           | 0464           | Karaiskakis                      |
| Macheras          | Δημοτική Κοινότητα Μαχαιρά          | 38070106 | 19,404       | 0420           | 0320           | 0215           | Machairas                        |
| Babini            | Δημοτική Κοινότητα Μπαμπίνης        | 38070107 | 15,201       | 0413           | 0413           | 0307           | Babini                           |
| Paleomanina       | Δημοτική Κοινότητα Παλαιομανίνας    | 38070108 | 26,908       | 0888           | 0754           | 0633           | Paleomanina                      |
| Prodromos         | Δημοτική Κοινότητα Προδρόμου        | 38070109 | 21,289       | 0361           | 0321           | 0147           | Prodromos                        |
| Skourtou          | Δημοτική Κοινότητα Σκουρτούς        | 38070110 | 16,959       | 0337           | 0228           | 0184           | Skourtou                         |
| Strongylovouni    | Δημοτική Κοινότητα Στρογγυλοβουνίου | 38070111 | 18,331       | 0302           | 0326           | 0319           | Strongylovouni, Manina Vlizianon |
| Chrysovitsa       | Δημοτική Κοινότητα Χρυσοβίτσης      | 38070112 | 22,486       | 0353           | 0287           | 0258           | Chrysovitsa                      |
| Gesamt            | Gesamt                              | 3807021  | 344,231      | 7252           | 6578           | 5719           |                                  |